# Världsmästerskapen i konståkning 2021

Världsmästerskapen i konståkning 2021 ägde rum i Stockholm i Sverige den 22–28 mars 2021. Tävlingarna genomfördes i fyra grenar: herrarnas singel, damernas singel, paråkning och isdans. Tävlingarna hölls i Globen. Det var första gången sedan 1947 som världsmästerskapen gick av stapeln i Stockholm. Mästerskapen startade den 24 mars, medan 22–23 mars var avsatt för träning. 

## Tävlingarna i TV
Från Sverige visades mästerskapen i TV10 och Viasat Sport samt streamas i ViaPlay och Youtube. 

## Program
| Datum                             | Disciplin | Tid   | Gren                  |
| --------------------------------- | --------- | ----- | --------------------- |
| Onsdag 24 mars                    | Damer     | 10:00 | Kortprogram           |
| Onsdag 24 mars                    | Alla      | 17:30 | Öppningsceremoni      |
| Onsdag 24 mars                    | Paråkning | 18:30 | Kortprogram           |
| Torsdag 25 mars                   | Herrar    | 11:30 | Kortprogram           |
| Torsdag 25 mars                   | Paråkning | 18:30 | Friåkning             |
| Fredag 26 mars                    | Isdans    | 10:45 | Obligatoriskt program |
| Fredag 26 mars                    | Damer     | 18:00 | Friåkning             |
| Lördag 27 mars                    | Herrar    | 10:45 | Friåkning             |
| Lördag 27 mars                    | Isdans    | 17:15 | Fritt program         |
| Söndag 28 mars                    | Alla      | 14:30 | Uppvisning            |
| Alla tider är lokala (UTC+01:00). |           |       |                       |

## Medaljsummering

### Medaljtabell
| Pl. | Nation | Guld | Silver | Brons | Totalt |
| --- | ------ | ---- | ------ | ----- | ------ |
| 1   | FSR    | 3    | 1      | 2     | 6      |
| 2   | USA    | 1    | 1      | 0     | 2      |
| 3   | Japan  | 0    | 1      | 1     | 2      |
| 4   | Kina   | 0    | 1      | 0     | 1      |
| 5   | Kanada | 0    | 0      | 1     | 1      |

### Medaljörer
| Event     | Guld                                            | Silver                            | Brons                                           |
| Paråkning | FSR Anastasia Mishina & FSR Aleksandr Galliamov | Sui Wenjing & Han Cong            | FSR Aleksandra Boikova & FSR Dmitrii Kozlovskii |
| Damer     | FSR Anna Shcherbakova                           | FSR Elizaveta Tuktamysheva        | FSR Alexandra Trusova                           |
| Isdans    | FSR Victoria Sinitsina & FSR Nikita Katsalapov  | Madison Hubbell & Zachary Donohue | Piper Gilles & Paul Poirier                     |
| Herrar    | Nathan Chen                                     | Yuma Kagiyama                     | Yuzuru Hanyū                                    |